# Balaton Method
A Balaton Method egy 85 perces magyar zenés dokumentumfilm, melyet Szimler Bálint rendezett és 2015-ben mozikban is bemutattak Magyarországon.
A film 18 magyar zenekar és több száz további zenei közreműködő részvételével valósult meg. Ez az első egész estés magyar film, amely közösségi finanszírozás bevonásával készült.